# Tiranet gorjablanc
El tiranet gorjablanc (Mecocerculus leucophrys) és un ocell de la família dels tirànids (Tyrannidae).

## Hàbitat i distribució
Habita els boscos, clars i matolls de les muntanyes, des de Colòmbia, oest, nord i sud de Veneçuela i l'extrem nord del Brasil, cap al sud, a través dels Andes de l'Equador, Perú i centre i sud-est de Bolívia fins al nord-oest de l'Argentina.